# Rautunselkä
Rautunselkä är en sjö i Finland. Den är en del av Vanajavesi och ligger i Valkeakoski i landskapet Birkaland, i den södra delen av landet, 120 km norr om huvudstaden Helsingfors. Rautunselkä ligger 77 meter över havet.